# La Motte-de-Galaure
La Motte-de-Galaure ist eine ehemalige südwestfranzösische Gemeinde mit 774 Einwohnern (Stand 1. Januar 2022) im Département Drôme in der Region Auvergne-Rhône-Alpes.
Der Erlass vom 19. Oktober 2021 legte mit Wirkung zum 1. Januar 2022 die Eingliederung von La Motte-de-Galaure als Commune déléguée zusammen mit der früheren Gemeinde Mureils zur neuen Commune nouvelle Saint-Jean-de-Galaure fest.

## Geographie
La Motte-de-Galaure liegt im westlichen Teil des Départements ca. 30 Kilometer nördlich von Valence und ca. 50 Kilometer südöstlich von Saint-Étienne.
Umgeben wird der Ort von den Nachbargemeinden und der Commune déléguée:
| Albon     | Fay-le-Clos                                 | Mureils (Commune déléguée) |
| Saint-Uze | Kompassrose, die auf Nachbargemeinden zeigt |                            |
|           | Saint-Barthélemy-de-Vals                    | Claveyson                  |

## Bevölkerungsentwicklung
| Jahr                       | 1911 | 1962 | 1968 | 1975 | 1982 | 1990 | 1999 | 2008 | 2018 |
| -------------------------- | ---- | ---- | ---- | ---- | ---- | ---- | ---- | ---- | ---- |
| Einwohner                  | 548  | 506  | 514  | 489  | 441  | 463  | 543  | 716  | 794  |
| Quellen: Cassini und INSEE |      |      |      |      |      |      |      |      |      |

## Sehenswürdigkeiten
- Die Kirche Sainte-Agnès mit ihrer Benediktinerpriorei aus dem 11. und 12. Jahrhundert ist ein Monument historique. Während der Hugenottenkriege wurde die Priorei 1587 zerstört. Sie wurde im 17. Jahrhundert wieder errichtet.
- Ruinen der mittelalterlichen Burganlage

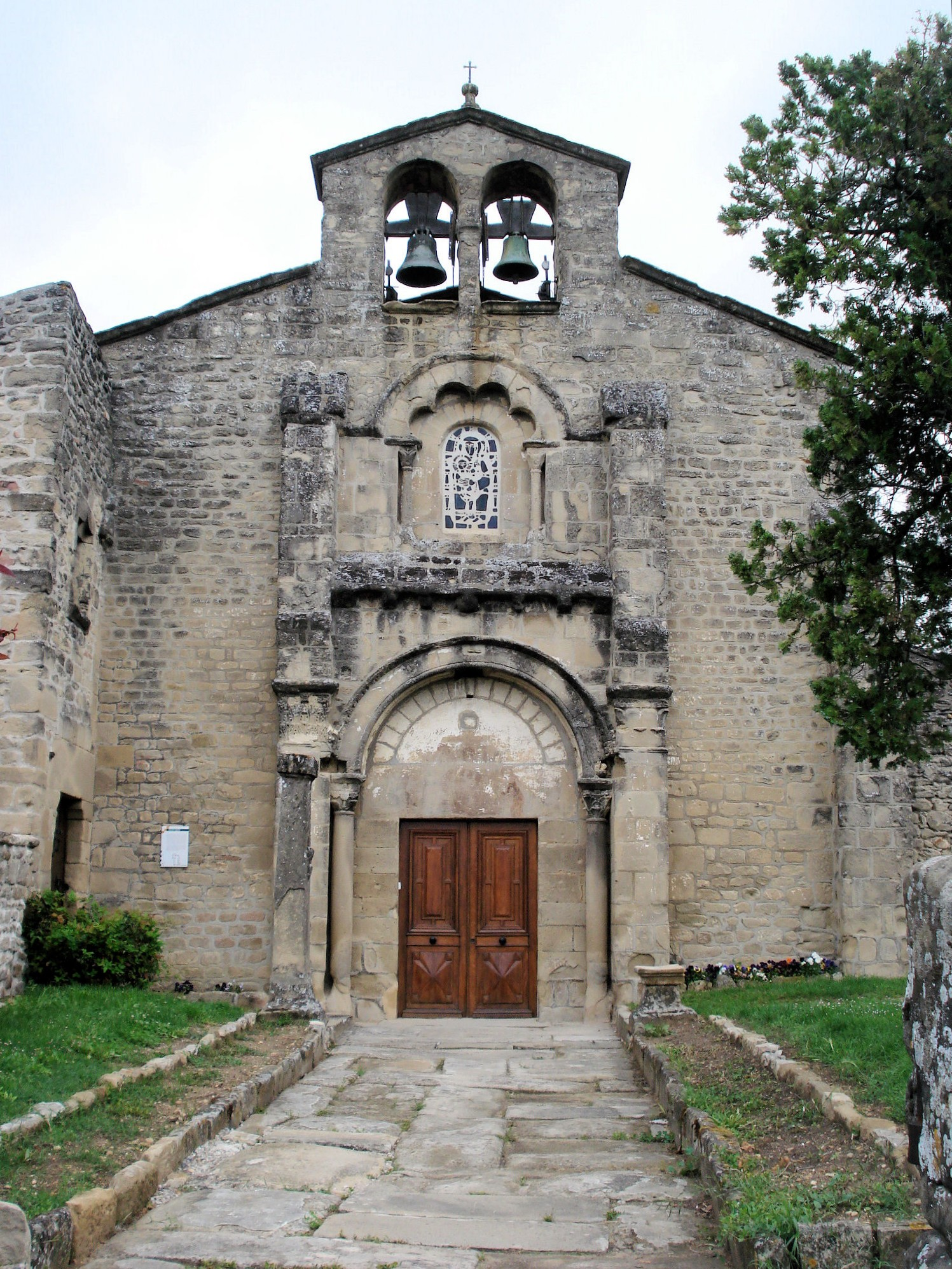
Kirche Sainte-Agnès

## Persönlichkeiten
- Marie Victor Nicolas de Fay de La Tour-Maubourg (1768–1850), General